# 5725 Nördlingen
Az 5725 Nordlingen (ideiglenes jelöléssel 1988 BK2) a Naprendszer kisbolygóövében található aszteroida. Carolyn Shoemaker,  Eugene Merle Shoemaker fedezte fel 1988. január 23-án.